# Ахрянско
Ахря̀нско е село в Южна България, община Ардино, област Кърджали.

## География
| Население по години | Население по години |
| ------------------- | ------------------- |
| 1934 г.             | 348 души            |
| 1946 г.             | 431 души            |
| 1956 г.             | 420 души            |
| 1975 г.             | 342 души            |
| 1985 г.             | 191 души            |
| 1992 г.             | 127 души            |
| 2001 г.             | 69 души             |
| 2011 г.             | 43 души             |
| 2019 г.             | 63 души             |

Село Ахрянско се намира в източната част на Западните Родопи, на 10 – 15 km западно от границата им с Източните Родопи, на около 23 km запад-югозападно от град Кърджали и 3 km северозападно от град Ардино.
На около 2 км северозападно и 450 – 500 m по-ниско тече река Арда, по която в този ѝ участък минава границата между областите Кърджали и Смолян. На около 2,5 km на север-североизток е Дяволският мост на река Арда. Ахрянско е разположено високо по десния долинен склон на Арда, под връх Карабурун (1095,1).
Пътят до село Ахрянско е отклонение на север при село Светулка от третокласния републикански път III-865, водещ на изток през Ардино до Кърджали.

## История
Селото – тогава с име Ахрян-ереджек – е в България от 1912 г. Преименувано е на Ахрянско с министерска заповед № 3775, обнародвана на 7 декември 1934 г.
Към 31 декември 1934 г. към село Ахрянско спадат махалите Архянски лесичек и Дели Асановска.

## Население
Преброяване на населението през 2011 г.
Численост и дял на етническите групи според преброяването на населението през 2011 г.:
|                     | Численост | Дял (в %) |
| Общо                | 43        | 100,00    |
| Българи             | 0         | 0,00      |
| Турци               | 39        | 90,69     |
| Цигани              | 0         | 0,00      |
| Други               | 0         | 0,00      |
| Не се самоопределят | 0         | 0,00      |
| Неотговорили        | 2         | 4,65      |

## Религии
Религията, изповядвана в селото, е ислям.

## Обществени институции
Село Ахрянско към 2020 г. е център на кметство Ахрянско, което обхваща селата Ахрянско и Родопско.
В село Ахрянско има:
- действащо към 2017 г. читалище „Светлина – 1967 г.“;[13][14]
- джамия;[15]

## Личности
Писателят Расим Билазероглу е роден в Ахрянско.